# عبد الحليم اللاوند
عبد الحليم عبد المجيد اللّاوند (29 آب/أغسطس 1934 - 2000) شاعر عراقي. ولد في مدينة الموصل. مجاز في الشريعة، عام 1957. عمل موظفاً مدّة، ثم استقال وعمل بشكل حر. له ديوان بعنوان مساقط الظل. 

## سيرته
ولد عبد الحليم عبد المجيد أمين اللاوند في الثامن والعشرين من آب سنة 1934 م بالموصل. تلقى بعض العلوم الدينية فتعلم قراءة القرآن بقراءة حفص على الشيخ صالح الجوادي. تخرج في كلية الشريعة سنة 1957 م. دخل بهدها للجيش ثم عمل بالتدريس بعدها تقلد عدة وظائف حكومية، أحيل إلى التقاعد عام 1979 م. استمر بالعمل بعد تقاعدة في دكان في شارع نينوى. توفي سنة 2000 م.

## آثاره
من آثاره المطبوعة:
- قصائد ليست صالحة للنشر / بالاشتراك مع شاذل طاقة وهاشم الطعان ويوسف الصائغ 1956 م.
- نظرات في زجل الموصل 1969 م.
- نظرات في الزجل والأدب الشعبي الموصلي مع دراسة تحليلية لشعر عبو المحمد علي 1986 م.

من آثاره المخطوطة:
- ديوانه الشعري مساقط الظل.
- مسرحية شعرية.
- الحركات الفكرية في الإسلام / اليزيدية.
- ظاهرات اجتماعية في الغناء والتصوف.
- مذكرات شخصية.
- قواعد في لهجة الموصل.
- دراسات أدبية / المتنبي، السري الرفاء، أبو تمام.

## وصلات خارجية
- في موقع أرشيف المجلات